# Robert Billingham
Robert Iain Colin Billingham (Hammersmith, Reino Unido, 10 de diciembre de 1957–Grass Valley, 30 de marzo de 2014) fue un deportista estadounidense que compitió en vela en la clase Soling.
Participó en los Juegos Olímpicos de Seúl 1988, obteniendo una medalla de plata en la clase Soling (junto con John Kostecki y William Baylis).
Ganó cuatro medallas en el Campeonato Mundial de Soling entre los años 1985 y 1985, y una medalla de plata en el Campeonato Europeo de Soling de 1988.

## Palmarés internacional
| \| Juegos Olímpicos \| Juegos Olímpicos \| Juegos Olímpicos \| Juegos Olímpicos \| \| Año \| Lugar \| Medalla \| Clase \| \| ----------------------- \| ---------------------------- \| ----------------- \| ---------------- \| \| 1988 \| Seúl (Corea del Sur) \| Medalla de plata \| Soling \| \| Campeonato Mundial \| \| \| \| \| Año \| Lugar \| Medalla \| Clase \| \| 1985 \| Sarnia (Canadá) \| Medalla de bronce \| Soling \| \| 1986 \| La Trinité-sur-Mer (Francia) \| Medalla de oro \| Soling \| \| 1987 \| Kiel (RFA) \| Medalla de plata \| Soling \| \| 1988 \| Melbourne (Australia) \| Medalla de oro \| Soling \| \| Campeonato Europeo[n 1] \| \| \| \| \| Año \| Lugar \| Medalla \| Clase \| \| 1988 \| Alassio (Italia) \| Medalla de plata \| Soling \| |                              |                   |        |
| Juegos Olímpicos |                              |                   |        |
| Año | Lugar                        | Medalla           | Clase  |
| 1988 | Seúl (Corea del Sur)         | Medalla de plata  | Soling |
| Campeonato Mundial |                              |                   |        |
| Año | Lugar                        | Medalla           | Clase  |
| 1985 | Sarnia (Canadá)              | Medalla de bronce | Soling |
| 1986 | La Trinité-sur-Mer (Francia) | Medalla de oro    | Soling |
| 1987 | Kiel (RFA)                   | Medalla de plata  | Soling |
| 1988 | Melbourne (Australia)        | Medalla de oro    | Soling |
| Campeonato Europeo |                              |                   |        |
| Año | Lugar                        | Medalla           | Clase  |
| 1988 | Alassio (Italia)             | Medalla de plata  | Soling |

1. ↑  En algunas ediciones del Campeonato Europeo se permitió la participación de regatistas de otros continentes.